# أمين الصايغ (رجل دين)
أمين الصايغ (17 نيسان 1959) شيخُ دينٍ درزي ومن أرفع المرجعيات الدينية عند طائفة الموحدين الدروز، أُلبس العمامة المُدوّرة في عام 2006 عندما كان في عمر السابعة والأربعين.

## سيرته
وُلد أمين الصايغ في قرية شارون في قضاء عاليه التابع لمحافظة جبل لبنان في السابع عشر من نيسان عام 1959 وكان مُحباً للتدين وقد دخل مسلك الديانة الدرزية عام 1976.
أُلبس أمين الصايغ العمامة المُدوّرة أو المُكوّلسه (وهي رتبة رفيعة تُعطى لقلّة من المشايخ الدروز ممّن اتُفق على تقواهم وصحّة مسلكهم) عام 2006 حيث ألبسه إياها الشيخ جواد ولي الدين وبقي هو المرجع الديني الأعلى عند طائفة الموحدين الدروز بوصفه الشخص الوحيد المعممّ بهذه العمامة، إلى أن ألبسها لأربعة مشايخ آخرين في احتفال ديني في شباط 2023.